# Grananurida
Genre
Grananurida est un genre de collemboles de la famille des Neanuridae.

## Distribution
Les espèces de ce genre se rencontrent en Asie.

## Liste des espèces
Selon Checklist of the Collembola of the World (version du 28 octobre 2019) :
- Grananurida alba (Yosii, 1966)
- Grananurida baicalica Rusek, 1991
- Grananurida koreana Lee & Kim, 1984
- Grananurida minuta Kim & Lee, 2000
- Grananurida tuberculata Yosii, 1954

## Publication originale
- Yosii, 1954 : Hohlencollembolen Japans I. Kontyu Tokyo, vol. 20, p. 62-70.